# PZU Tower
PZU Tower – warszawski wieżowiec znajdujący się przy alei Jana Pawła II 24, przy skrzyżowaniu z ulicą Grzybowską. Do 2022 roku siedziba centrali Grupy PZU.

## Opis
Wieżowiec powstał w miejscu, w którym do lat 50. XX wieku znajdował się budynek Główny Gminy Żydowskiej. Budowa trwała od 1997 do 2000 roku z przeznaczeniem na funkcje hotelowe. Jego pierwsza nazwa to Les Tours Business Research Center. Została ona zmieniona, gdy wieżowiec kupiło największe polskie towarzystwo ubezpieczeniowe PZU, które podjęło decyzję o zmianie przeznaczenia budynku na biurowiec. 
Budynek ma błękitne szklane barwy i zaokrąglony łagodnie kształt. Na szczycie budowli jest umieszczony charakterystyczny dźwig, służący do mycia okien. Wieżowiec ma klimatyzację, która zostaje wyłączona, gdy w danym pomieszczeniu zostanie otwarte okno umieszczone w wewnętrznej elewacji. Wieżowiec ma ruchome zwierciadła doświetlające wnętrze budynku, umiejscowione na dachu – kierujące odbite promienie słoneczne do wewnętrznego patio poprzez odpowiednie ustawienie płaszczyzny luster.
Według pierwotnego projektu, na stalowym ramieniu z boku budynku nadwieszała się nad ulicą konstrukcja, do której planowano zamocowanie telebimu wyświetlającego reklamy. Ekran o powierzchni ok. 100 m kw. nigdy się nie pojawił z powodu zbierającego się na konstrukcji śniegu.
Z zewnątrz obiekt początkowo pokryty był podwójną elewacją (ścianą dwuwarstwową), z zewnętrzną elewacją z przeziernego szkła. W 2006 roku z uwagi na zagrożenie oderwaniem się tafli szklanych od budynku, został on otoczony tymczasową drewnianą konstrukcją ochronną. Szklana elewacja zewnętrzna została ostatecznie na trwale usunięta z budynku.
Budynek pełnił rolę siedziby centrali Grupy PZU do 2022 roku, kiedy to została ona przeniesiona do budynku Y w kompleksie Generation Park. W 2023 Towarzystwo Funduszy Inwestycyjnych PZU złożyło wniosek o ustalenie warunków przebudowy i rozbudowy wieżowca, polegającej na rozbiórce istniejącego budynku i zastąpienia go nowym wyższym budynkiem.